# Харамильо Корреа, Луис Фернандо
Луис Фернандо Харамильо Корреа (исп. Luis Fernando Jaramillo Correa; 24 июля 1935, Барранкилья, Колумбия — 23 ноября 2011, Богота, Колумбия) — колумбийский государственный деятель, министр иностранных дел Колумбии (1990—1991).

## Биография
Получил высшее инженерное образование в национальном университете Колумбии, затем — экономическое в Лондонской школе экономики.
- 1986—1989 гг. — министр общественных работ и транспорта
- 1987—1989 гг. — министр горнорудной промышленности и энергетики,
- 1988 г. — министр экономического развития,
- 1990—1991 гг. — министр иностранных дел,
- 1990—1991 гг. — вице-президент,
- 1991 г. — министр внутренних дел Колумбии,
- 1992—1994 гг. — постоянный представитель Колумбии при Организации Объединенных Наций в Нью-Йорке и председатель Группы 77,
- 1994—1998 гг. — координатор Совета представителей Южного центра, межправительственной организации развивающихся стран в Женеве,
- 1998—1999 гг. — посол в Королевстве Испания,
- с 1999 г. — президент Odinsa SA, ведущей инжиниринговой компании в Колумбии.